# 加基武吉 (新加坡)
加基武吉（英語：Kaki Bukit）是位於新加坡東區勿洛的一個工業區，現有多間高端科技公司及倉庫進駐。該處曾經設有一監獄，及後於2000年改為監獄學校，在其遷往丹那美拉之後，現址被用作相思福利院（Acacia Welfare Home）。在巴耶利峇空軍基地遷往樟宜之後，預計該地皮亦會被重新發展，附近建築物的高度限制屆時會被放寬。